# 雄蜂
雄蜂是一种雄性蜜蜂，与雌性的工蜂相比，雄蜂没有螫針。它们不参与花蜜和花粉的采集工作，没有工蜂的帮助就无法进食。雄蜂的唯一任务就是与未受精的蜂后交配。

## 遗传学

雄蜂为单倍体，由未受精的卵细胞发育而来

由于雄蜂是单倍体（只包含一组来自母亲的染色体），因此雄蜂在每个染色体位点只携带一种等位基因。在蜂后卵细胞的发育过程中，一个具有32条染色体的二倍体细胞分裂产生具有16条染色体的单倍体细胞。其结果是一个单倍体卵子，其染色体在不同的位点上具有新的等位基因组合，这个过程被称为孤雌生殖。
因为雄蜂在生物学上只有母亲，没有父亲，因此它的系谱是不寻常的。第一代只有自己一个成员，往上一代也只有一个成员（雌性），往上两代则有两个成员（母亲的母亲和父亲），往上三代则有3个成员，往上四代则有5个成员。如此一来，组成了1,1,2,3,5……这样一个数列，即斐波那契数列。
在科学文献中，关于蜜蜂和其他群居昆虫的生殖方式及其益处存在许多争论，这种性别决定系统被称为染色体倍性性别决定系统。每一个雄蜂都由蜂后未受精的单倍体卵子发育而成，并产生约1000万个精子细胞，每一个细胞的基因都与卵子相同。雄蜂还能和其他蜂王交配，产生受精卵。雌性的工蜂就是由受精卵发育而来，其父母各提供了16条染色体。
产卵工蜂只生产未受精卵，这些卵最终都会发展成雄蜂。
在养蜂业中，养殖人员可以通过人工授精的方式进行性状改良。而在自然界中，蜂后通常会和多个雄蜂交配，这些雄蜂通常来自不同的蜂巢。因此，同一个蜂后的后代（女儿）会有着完全不同的父系基因来源（同母異父的姐妹）。

## 解剖学
雄蜂的特点是眼睛是工蜂和蜂王的两倍大，体型比工蜂大，但通常比蜂王小，而且腹部比工蜂或蜂后的腹部更结实。虽然身体很重，但雄蜂必须能够飞得足够快，以陪伴蜂王飞行。雄蜂的平均飞行时间约为20分钟。
一个东方蜜蜂种群在夏季高峰时期大约有200只雄蜂。雄蜂依靠工蜂来喂养它们。
在晚秋时节，雄蜂会自然死亡或者被工蜂驱逐出蜂巢后因无法独立生存而饿死，直到暮春时节才会有新一批的雄蜂产生。虽然这确实很残忍，但是工蜂驱逐雄蜂是必然会发生的事，因为如果不这么做，雄蜂会很快将蜂巢中的资源耗罄。

## 角色
雄蜂的主要职能就是让蜂王受精。在一个蜂巢中，雄蜂通常不会与同一个蜂巢的处女蜂后交配，因为蜂后比雄蜂飞得更远。交配一般发生在雄蜂聚集的区域。

## 特征
雄蜂卵期3天; 幼虫期6.5天; 蛹期14.5天 , 從卵至羽化共需24天。雄蜂不是一羽化就可以交配, 羽化後再經12～14天才達到性成熟。
雄蜂的特點是眼睛通常為雌性蜜蜂（工蜂和蜂后）的兩倍大，且腹部大於工蜂和蜂后；整體而言，其體型大於工蜂，但通常仍小於蜂后。
雄蜂的壽命約為九十天，在完成交配後不久即會死去，即使未完成交配，在冬天來臨前也會被趕出蜂巢，並在蜂巢之外死去；因此在秋末之後，蜂群中會有一段時間沒有雄蜂的存在，直到隔年春天才會再度出現。
雄蜂體驅龐大, 且不事生產蜂蜜花粉, 常給人好吃懶做的感覺, 事實上也是如此, 但數量眾多的雄蜂並不會減少蜂群的產蜜量。蜂群會自動調節雄蜂的數量, 在蜂蜜存量夠多才會開始產生雄蜂, 外界蜜源一減少則雄蜂會被趕出蜂巢。
若一個蜂巢中沒有正常的蜂后, 只有尚未羽化的蜂后(蛹期)或剛羽化不久的處女蜂后, 附近的雄蜂會聚集在該巢內, 東方蜜蜂此現象很明顯。

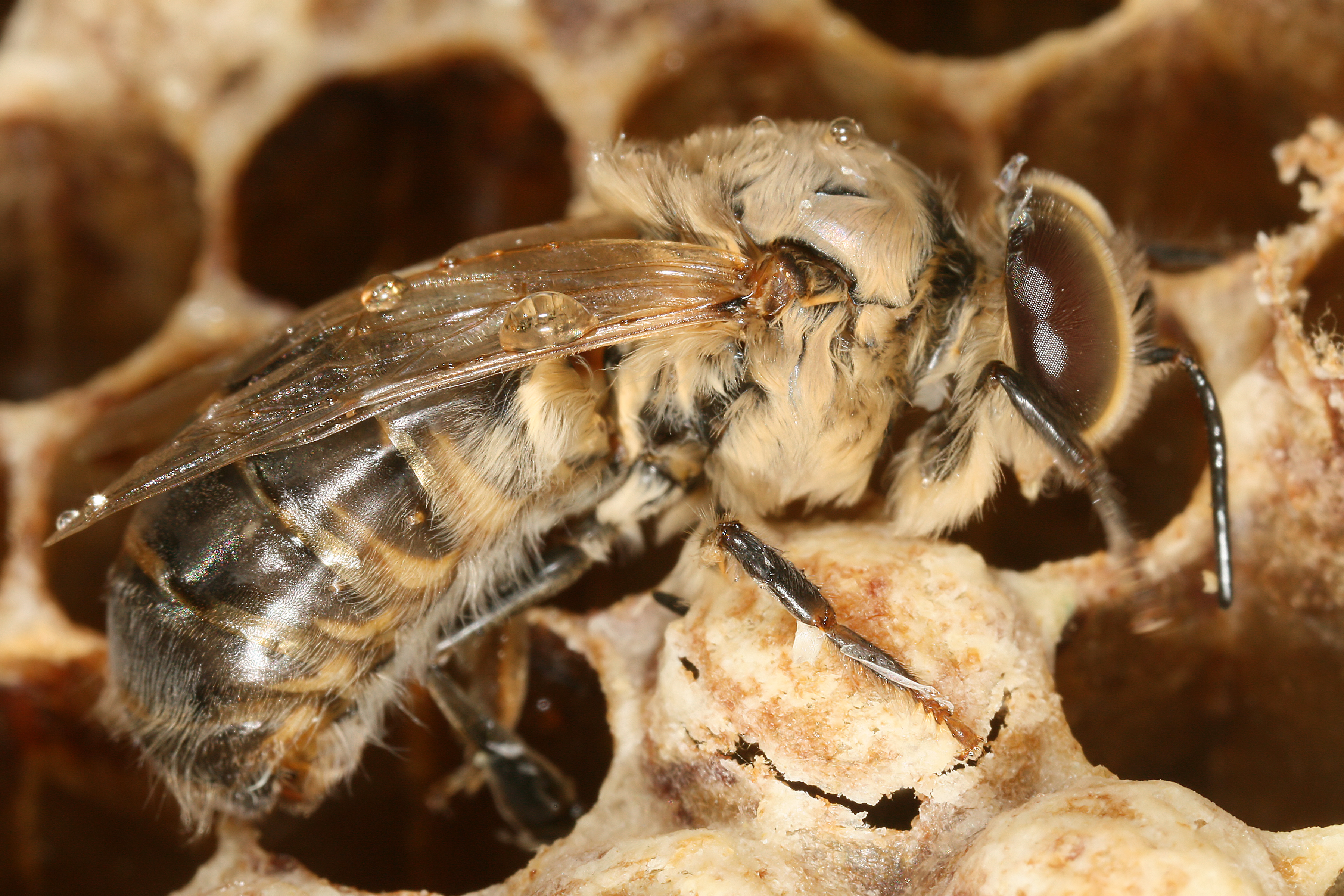
卡尼鄂拉蜂的雄蜂
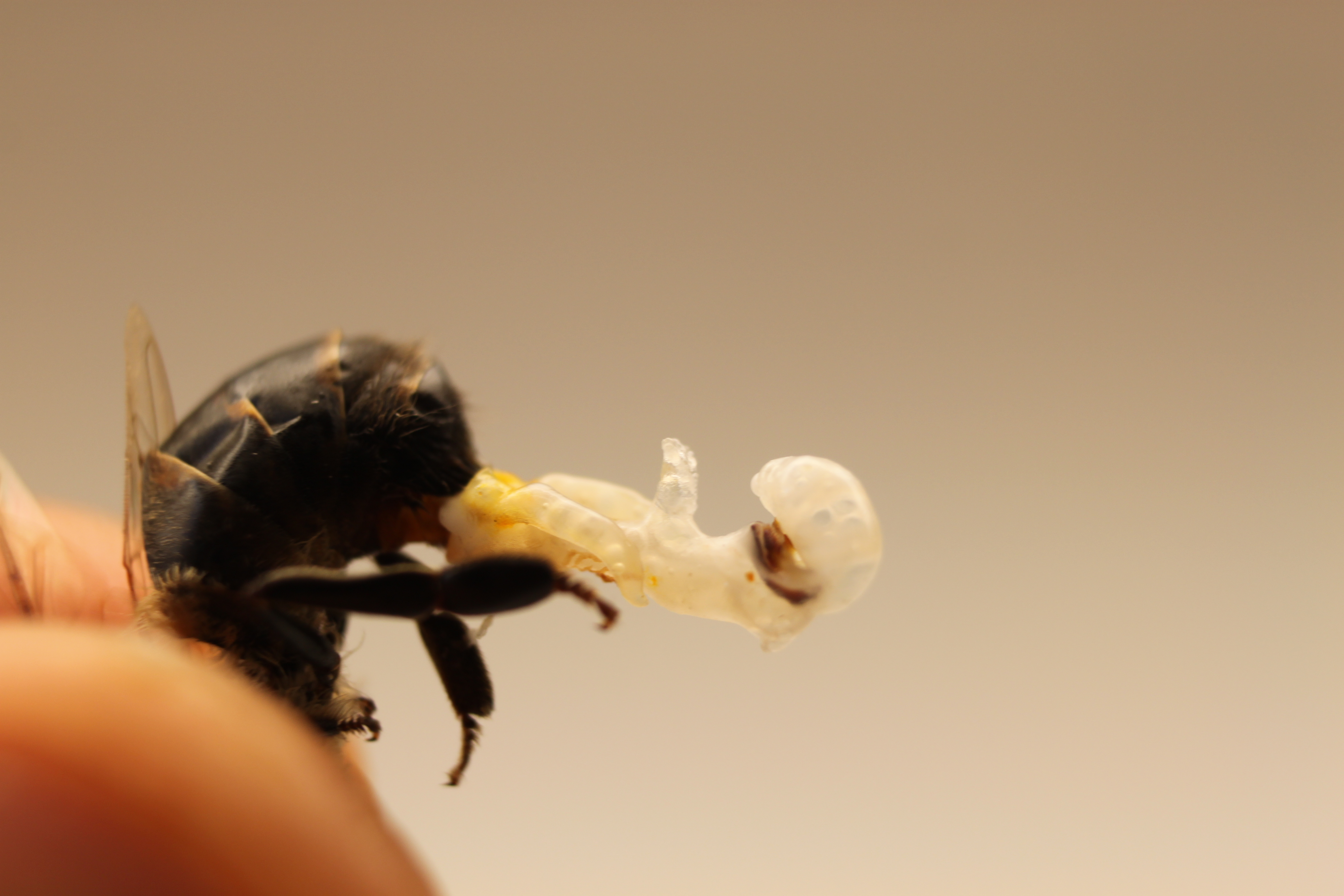
雄蜂的生殖器